# 拉拉山粉蝨
拉拉山粉蝨（学名：Massilieurodes rarasana）为粉蝨科麻粉蝨屬下的一个种。